# Il nemico (Reid)
Il nemico (Foe) è un romanzo dello scrittore canadese Iain Reid, pubblicato nel 2018.
Descritto dall'autore come una "storia di suspense filosofica", Foe è stato inserito nella votazione preliminare dei Bram Stoker Awards 2018.

## Trama
In un futuro prossimo non meglio specificato, Junior vive con la moglie Henrietta in una fattoria. Una notte, si presenta alla loro abitazione uno sconosciuto di nome Terrance, membro della società aerospaziale OuterMore. Terrance afferma che Junior è stato selezionato per viaggiare verso l'Installazione, una grande stazione spaziale in orbita attorno alla Terra, e dovrà rimanerci per circa due anni prima di tornare a casa. Junior, profondamente innamorato di Henrietta, è riluttante all'idea di lasciarla, ma Terrance lo rassicura spiegandogli che, durante la sua assenza, verrà sostituito da un duplicato biomeccanico. Sebbene Juinor sia inorridito all'idea, finisce per accettare; quindi, Terrance visita regolarmente la fattoria per raccogliere i dati necessari per configurare l'androide.
I rapporti tra Junior ed Henrietta si fanno sempre più tesi a causa di Terrance. Dopo un paio di anni, Terrance si trasferisce da loro per monitorare la routine quotidiana di Junior e passa del tempo a fare delle domande a Henrietta, aumentando l'irritazione di Junior. Quest'ultimo origlia alcune delle loro conversazioni e viene a sapere che Henrietta ha fantasticato di lasciarlo; con il passare del tempo, Junior si convince che sarà Terrance a sostituirlo quando se ne andrà.
Un giorno, Terrance si congratula con Junior per l'ottimo lavoro e gli presenta un uomo del tutto identico a lui, affermando che si tratti del vero Junior tornato dalla sua missione in orbita. Il duplicato non crede alla versione di Terrance e chiede aiuto ad Henrietta, che però rimane in silenzio mentre Terrance lo disattiva. Il vero Junior, lieto di essersi riunito con la moglie, le chiede come sia stato convivere con il duplicato, e lei ammette che, se all'inizio è stato difficile, poi è rimasta colpita di come il droide si sia affezionato sinceramente a lei, dicendosi dispiaciuta che abbiano dovuto spegnerlo. Questo fa arrabbiare Junior, che non si capacita di come la moglie abbia potuto provare qualcosa per l'androide. Questo porta la loro relazione a deteriorarsi, finché, un giorno, Henrietta se ne va di casa. Quando torna durante la notte è una donna diversa, più affettuosa e premurosa. Junior è felice del cambiamento nella moglie – probabilmente causato dal fatto che anche Henrietta sia stata rimpiazzata da un duplicato – e quando Terrance li visita qualche giorno più tardi Junior gli dice che tutto va alla perfezione.

## Ispirazione
Reid ha detto in un'intervista che il tema dell'isolamento ne Il nemico, così come nel suo primo romanzo, Sto pensando di finirla qui, deriva dal fatto di essere cresciuto in una fattoria nel remoto Ontario. Pur apprezzando la solitudine, ha affermato di riconoscere l'importanza delle relazioni, esprimendo interesse per la tensione derivata tra isolamento e compagnia.
Reid ha detto che il suo desiderio di scrivere sullo spazio è venuto da suo fratello, che lavora nell'industria spaziale. Ha discusso spesso di questo argomento con suo fratello, ma, quando Reid gli ha dato da leggere le prime bozze de Il nemico, la sua risposta è stata: "Non è proprio una questione di spazio". Reid finì per tagliare così tanto che le parti dello spazio diventarono "più una metafora che altro".

## Accoglienza
In una recensione sul Los Angeles Review of Books, Gabino Iglesias ha descritto Il nemico come "una lettura strana e avvincente". Ha detto che la miscela di "narrativa letteraria, fantascienza, thriller psicologico e horror" produce una lettura inquietante in cui ogni evento va visto con incertezza. Mentre la maggior parte della storia si svolge nella fattoria di Junior e Henrietta, l'esplorazione della loro relazione da parte di Reid lo rende "un universo pieno di domande e possibilità". Iglesias ha definito Reid "uno dei più talentuosi fornitori di narrazioni strane e oscure nella narrativa contemporanea".
Scrivendo per il The Columbus Dispatch, Margaret Quamme ha definito il romanzo "crudo" e "inquietante". Ha detto che il suo potere sta in ciò che la storia lascia fuori, piuttosto che in ciò che presenta. Raccontarlo dal punto di vista ristretto di Junior dà al lettore un quadro limitato di ciò che sta accadendo. Ha osservato che Il nemico è fantascienza nello stesso modo in cui The Twilight Zone è fantascienza: esplora il comportamento umano piuttosto che creare "un mondo del futuro credibile e scientificamente fondato". Quamme descrisse il libro come "[un] romanzo horror sottilmente inquietante [che] lascia che le domande che solleva aleggiano, irrisolte, nella mente del lettore".

## Adattamento cinematografico
Reid ha venduto i diritti cinematografici de Il nemico alla società di intrattenimento Anonymous Content quattro mesi prima della pubblicazione del libro. Nel giugno 2021 è stato annunciato che Garth Davis avrebbe diretto un adattamento cinematografico del romanzo e scritto la sceneggiatura a quattro mani con Reid. I tre protagonisti sono interpretati da Paul Mescal, Saoirse Ronan e Aaron Pierre. Il film uscirà nelle sale il 6 ottobre 2023.

## Edizioni italiane
- Il nemico, traduzione di Stefano Tummolini, Rizzoli, 2023,  p. 256, ISBN 978-8817139830.